# 나비춤
나비춤은 불교에서 의식을 위하여 추는 무용의 하나이다. 한자로는 ‘접무’(蝶舞), 또는 일명 ‘작법’(作法)으로도 부른다. 영산재, 상주권공재, 수륙재, 각배재, 생전예수재 등의 의식의 중간에 삽입해서 춘다. 큰 고깔을 쓰고 나비처럼 긴 소매가 달린 장삼을 입고 연화지를 들고 추며, 그 모양이 나비가 나는 것과 같은데서 이름이 유래되었다.
춤 동작은 의식의 중요한 내용을 나타내며, 불법을 상징하고 있다. 따라서 춤의 명칭은 의식의 절차에 따라 다양하게 붙여진다.

## 종류
오늘날 전해지는 주요 나비춤으로는 도량게작법(道場偈作法), 다게작법(茶偈作法), 사방요신작법(四方搖身作法), 정례작법(頂禮作法), 향화게작법(香花偈作法), 운심게작법(運心偈作法), 지옥고작법(地獄苦作法), 자귀의불작법, 만다라작법, 기경작법, 삼귀의작법, 모란찬작법, 구원겁중작법, 오공양작법 등 14가지이다.

## 같이 보기
- 범패